# Cole (nome)
Cole  è un nome proprio di persona inglese maschile.

## Varianti
- Maschili: Kole[1]

## Origine e diffusione
Riprende il cognome tipicamente inglese Cole, derivato dal soprannome cola, che in inglese antico significa "carbone" o "grigio", ed era usato per indicare persone con tratti scuri; è quindi analogo per semantica a Mauro, Melania, Moreno, Gethin e Blake.

## Onomastico
Il nome è adespota, cioè non è portato da alcun santo. L'onomastico quindi si festeggia il giorno di Ognissanti, che è il 1º novembre.

## Persone

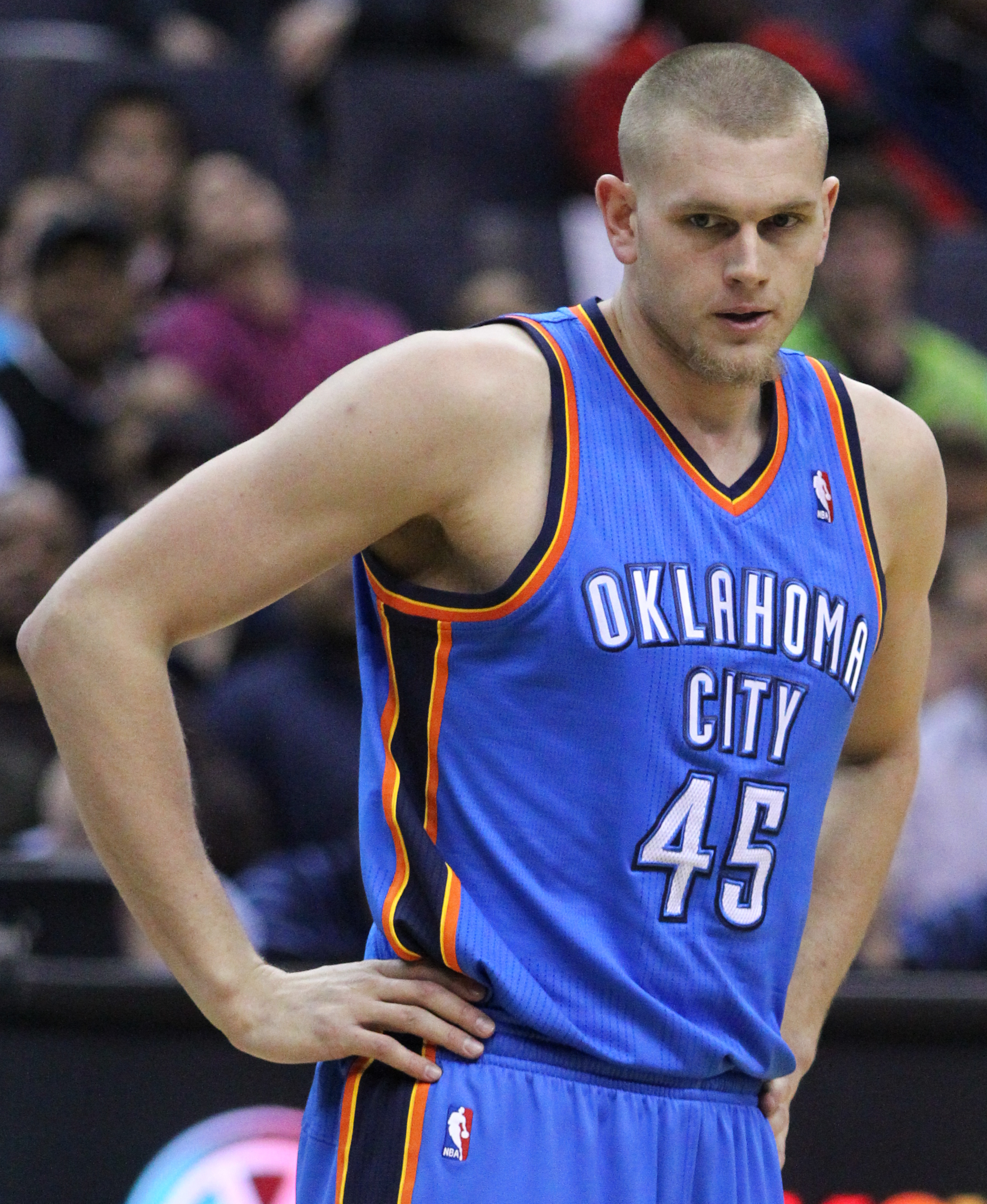
Cole Aldrich

- Cole Aldrich, cestista statunitense
- Cole Hauser, attore statunitense
- Cole Mohr, modello statunitense
- Cole Palmer, calciatore inglese
- Cole Peverley, calciatore neozelandese
- Cole Porter, compositore statunitense
- Cole Skuse, calciatore inglese
- Cole Sprouse, attore statunitense
- Cole Tucker, attore pornografico statunitense
- Cole Williams, attore statunitense

## Il nome nelle arti
- Cole MacGrath è un personaggio dei videogiochi Infamous e Infamous 2.
- Cole Phelps è il personaggio principale del videogioco L.A. Noire.
- Cole Sear è un personaggio del film The Sixth Sense - Il sesto senso.
- Cole Turner è un personaggio della serie televisiva Streghe.
- Cole è un personaggio della serie animata Lego Ninjago.
- Cole è un personaggio del videogioco Dragon Age: Inquisition.